# Hardy Krüger
Pour les articles homonymes, voir Kruger.
Pour son fils, voir Hardy Krüger Jr..
Eberhard Krüger, dit Hardy Krüger est un acteur allemand né le 12 avril 1928 à Berlin (Allemagne) et mort le 19 janvier 2022 à Palm Springs (États-Unis).
Le sommet de sa carrière se situe dans les années 1960-1970, en particulier en France sous la direction de Denys de La Patellière, Serge Bourguignon, Georges Lautner ou Claude Autant-Lara.

## Biographie

### Jeunesse et famille
Eberhard Krüger est le fils d’un ingénieur et passe son enfance dans le quartier de Biesdorf à Berlin. Ses parents sont des inconditionnels du parti national-socialiste.
En 1941, à l’âge de 13 ans, il intègre une Adolf-Hitler-Schule (école créée par le Parti nazi en 1937 pour former les futurs cadres administratifs et dirigeants de l’État) à Sonthofen en Bavière.
À 16 ans, il est choisi grâce à son physique de parfait aryen pour tourner dans le film de propagande nazie Junge Adler (Les Aiglons). En mars 1945, à presque 17 ans, il est incorporé dans la 38e division SS « Nibelungen » tout juste créée avec des étudiants et le personnel de la SS-Junkerschule Bad Tölz et alors engagée dans de terribles combats pour la défense d'un Troisième Reich à l'agonie. Il reçoit l'ordre d'exécuter des soldats prisonniers noirs américains mais son refus le fait condamner à mort pour lâcheté, et il n'est gracié qu'in extremis par un officier qui pendant quelque temps l'emploie comme estafette. Un peu plus tard, il déserte, s’enfuit en Italie avant d'être fait prisonnier par l’armée américaine dans le Tyrol.

### Carrière

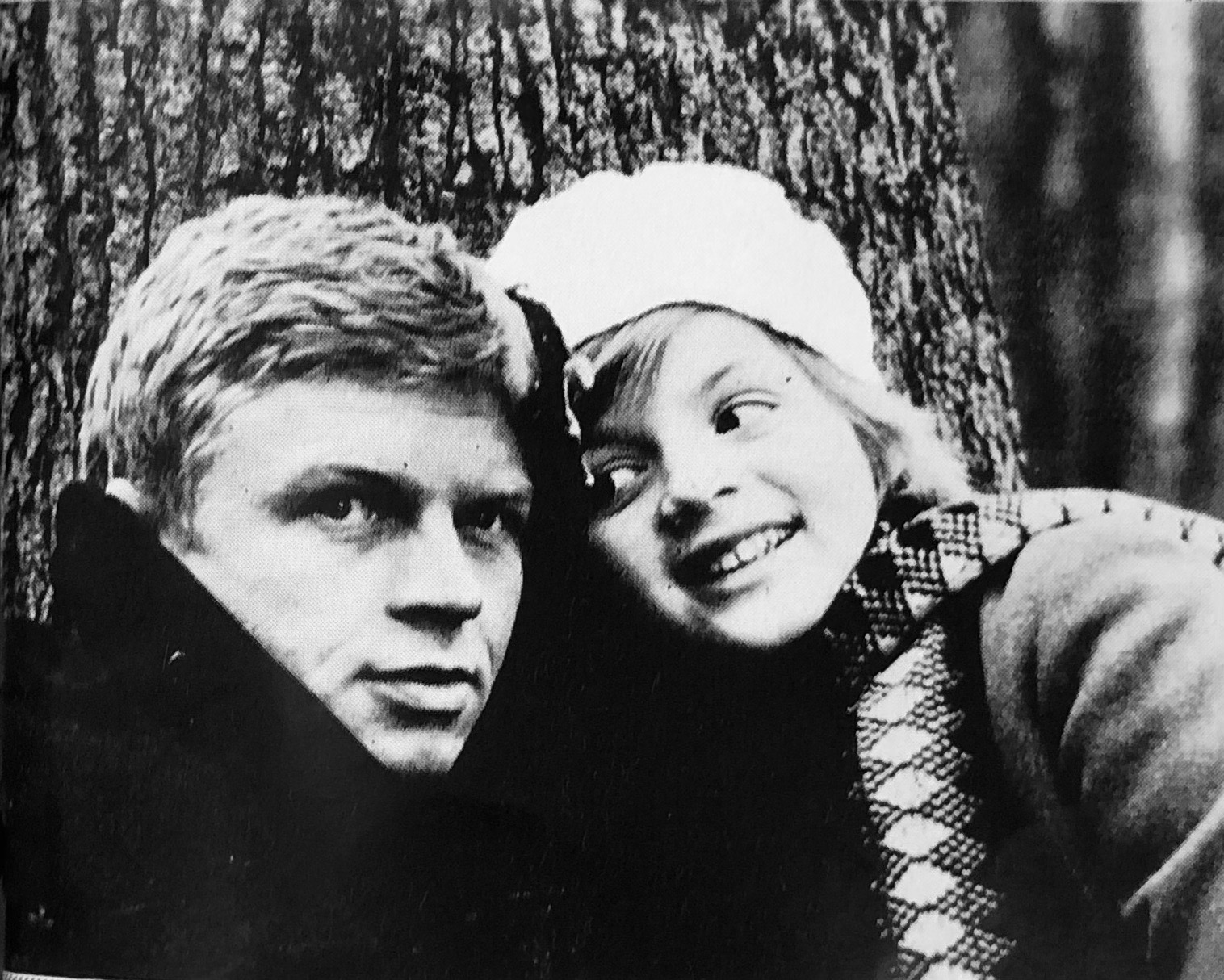
Hardy Krüger et Patricia Gozzi dans une scène du film Les Dimanches de Ville-d'Avray (1963).

Après la guerre, Eberhard Krüger entame sous le nom de scène de Hardy Krüger une carrière nationale d'acteur, sous la direction de réalisateurs tels qu'Alfred Weidenmann, Helmut Weiss ou encore Rudolf Jugert. C’est Otto Preminger qui, en 1953, dans La Lune était bleue lui offre son premier rôle à l’étranger et lance sa carrière internationale.
Avec son physique germanique, il est très souvent cantonné à jouer des personnages caricaturaux adeptes du nazisme ou des soldats allemands.
Dans les années 1960 et 1970, il vit en Tanzanie dans sa propriété de Momella Game Lodge, au pied du Kilimandjaro. Cette résidence, à l'origine une modeste ferme, a servi de décor au film Hatari ! sorti en 1962, où Krüger joue au côté de John Wayne sous la direction d'Howard Hawks. Agrandi en hôtel de brousse puis en résidence hôtelière, l'hôtel fait faillite en 1973.
Outre l'allemand, l'acteur parle couramment le français et l'anglais. En France, il apparaît à l’écran dans de nombreux films comme Un taxi pour Tobrouk (1961), Les Dimanches de Ville-d'Avray (1962, Oscar du meilleur film étranger) et La Grande Sauterelle (1967). Mais son rôle le plus marquant demeure sans conteste celui qu’il tient dans Le Franciscain de Bourges, réalisé en 1967 par Claude Autant-Lara.
Hardy Krüger meurt à l'âge de 93 ans le 19 janvier 2022 à Palm Springs, en Californie. Il est incinéré.

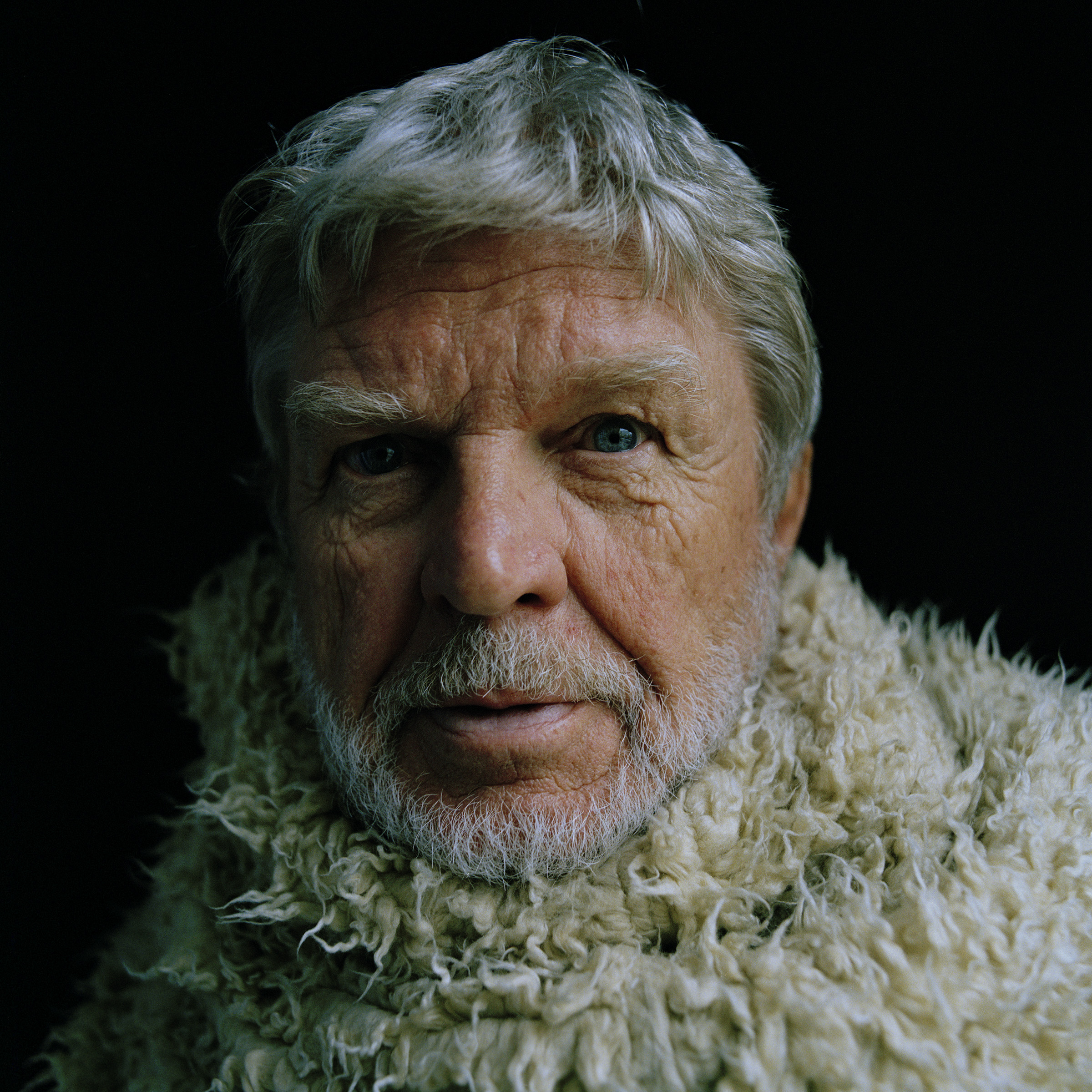
Hardy Krüger en 2001 (photo Oliver Mark), Berlin.

### Vie privée
Krüger est marié de 1950 à 1964 à l'actrice allemande Renate Densow (1918-2006) de dix ans son aînée ; de cette relation commencée pendant la Seconde Guerre mondiale, alors que Krüger n'avait que 16 ans, naît en 1945 sa première fille, la future actrice Christiane Krüger.
Sa deuxième épouse, de 1964 à 1977, est l’artiste-peintre italienne Francesca Marazzi. Ils ont deux enfants : Malaika Krüger (née en 1967) et Hardy Krüger Jr. (né en 1968), tous deux devenus acteurs.
En 1978, il épouse en troisièmes noces l'Américaine Anita Park, avec laquelle il vit entre Hambourg et la Californie. Jusqu'en 2013, la famille vivait dans une maison en bois près de Lake Arrowhead, dans un domaine forestier des montagnes de San Bernardino qui dominent Los Angeles. Ensuite, ils ont passé la moitié de l’année à Palm Springs.

## Filmographie

### Cinéma
- 1944 : Les Aiglons (Junge Adler) d’Alfred Weidenmann : Bäumchen
- 1949 : Diese Nacht vergess ich nie! (de) de Johannes Meyer : Eugen Schröter
- 1949 : Quelle boniche ! (de) (Kätchen für alles) d'Ákos von Ráthonyi : L'apprenti-comédien
- 1949 : Das Fräulein und der Vagabund (de) d'Albert Benitz : Karl
- 1950 : Das Mädchen aus der Südsee (de) de Hans Müller (de) : Richard Kirbach
- 1950 : L'Île sans morale (de) (Insel ohne Moral) de Volker von Collande (de) : Manfred
- 1951 : La beauté mène la danse (de) (Schön muß man sein) d'Ákos von Ráthonyi : Juppi Holunder fils
- 1951 : Mein Freund, der Dieb (de) de Helmut Weiss : Bimbo
- 1952 : Je m'appelle Niki (de) (Ich heiße Niki) de Rudolf Jugert : Paul
- 1952 : Trois Hommes et une fille (de) (Alle kann ich nicht heiraten) de Hans Wolff : Edi
- 1952 : Illusion in Moll de Rudolf Jugert : Paul Alsbacher
- 1953 : La Lune était bleue (The Moon Is Blue) d’Otto Preminger : Un touriste
- 1953 : La Vierge sur le toit (Die Jungfrau auf dem Dach) d'Otto Preminger (version allemande de La Lune était bleue, 1953) : Donald Gresham
- 1953 : Tant que tu m'aimeras (Solange du da bist) de Harald Braun : Stefan Berger
- 1953 : Pourquoi divorcer ? (de) (Muß man sich gleich scheiden lassen?) de Hans Schweikart : Andreas von Doerr
- 1953 : Toi et moi (de) (Ich und du) d'Alfred Weidenmann : Peter Erdmann
- 1954 : Le Dernier Été (Der letzte Sommer) de Harald Braun : Rikola Valbo
- 1955 : La Princesse du Danube bleu (An der schönen blauen Donau) de Hans Schweikart : Roi Richard
- 1955 : Der Himmel ist nie ausverkauft d'Alfred Weidenmann : Michael
- 1955 : Rendez-moi justice (Alibi) d'Alfred Weidenmann : Harald Meinhardt
- 1956 : Facteur en jupons (Die Christel von der Post) de Karl Anton : Horst Arndt
- 1956 : Liane la sauvageonne (Liane, das Mädchen aus dem Urwald) d'Eduard von Borsody : Thoren
- 1957 : L'Évadé du camp 1 (The One That Got Away) de Roy Ward Baker : Franz von Werra
- 1957 : Banktresor 713 de Werner Klingler : Klaus Burckhardt
- 1957 : Le Renard de Paris (Der Fuchs von Paris)  de Paul May : capitaine Fürstenwerth
- 1958 : Avouez, docteur Corda (Gestehen Sie, Dr Corda) de Josef von Báky : Dr. Fred Corda
- 1958 : Six Filles et un garçon (Bachelor of Hearts) de Wolf Rilla : Wolf Hauser
- 1959 : L'Enquête de l'inspecteur Morgan (Blind Date) de Joseph Losey : Jan-Van Rooyer
- 1959 : Et tout le reste n'est que silence (Der Rest ist Schweigen) d'Helmut Käutner : John H. Claudius
- 1959 : Sans tambour ni trompette (Die Gans von Sedan) de Helmut Käutner : Fritz Brösicke
- 1960 : Rififi à Berlin (Bumerang) d'Alfred Weidenmann : Robert Wegner
- 1961 : Un taxi pour Tobrouk de Denys de La Patellière : capitaine Ludwig von Stegel
- 1961 : Zwei unter Millionen de Victor Vicas : Karl
- 1961 : Le Rêve de Mademoiselle Tout-le-monde (Der Traum von Lieschen Muller) de Helmut Käutner : un chasseur d'autographe
- 1962 : Hatari ! de Howard Hawks : Kurt Muller
- 1962 : Les Dimanches de Ville-d'Avray de Serge Bourguignon : Pierre
- 1962 : Les Quatre Vérités, segment La Mort et le bûcheron de Luis Garcia Berlanga : le blond
- 1964 : Le Gros Coup de Jean Valère : Frank Willes
- 1965 : Les Pianos mécaniques (Los pianos mecánicos) de Juan Antonio Bardem : Vincent
- 1965 : Le Chant du monde de Marcel Camus : Antonio
- 1965 : Le Vol du Phœnix (The Flight of the Phoenix) de Robert Aldrich : Heinrich Dorfmann
- 1966 : L'Espion de Raoul Lévy : Conseiller Peter Heinzmann
- 1967 : La Grande Sauterelle de Georges Lautner : Karl
- 1968 : Le Franciscain de Bourges de Claude Autant-Lara : Alfred Stanke
- 1968 : La Bataille de la Neretva (Битка на Неретви) de Veljko Bulajić : Col. Kranzer
- 1969 : La Religieuse de Monza (La monaca di Monza) d'Eriprando Visconti : Paolo Arrigone
- 1969 : La Tente rouge (La tenda rossa) de Mikhaïl Kalatozov : l’aviateur Lundborg
- 1969 : Le Secret de Santa Vittoria (The Secret of Santa Vittoria) de Stanley Kramer : Capt von Prum
- 1972 : Les Émotions d'un jeune voyeur (Diabólica malicia) d'Andrea Bianchi et James Kelley : Paul
- 1972 : Le Solitaire d’Alain Brunet : Eric Lambrecht
- 1975 : Le Tigre de papier (Paper Tiger), de Ken Annakin : Müller
- 1975 : Barry Lyndon de Stanley Kubrick : capitaine Potzdorf
- 1976 : Potato Fritz (de) de Peter Schamoni : Potato Fritz
- 1977 : Un pont trop loin (A Bridge Too Far) de Richard Attenborough : SS-Brigadeführer Ludwig
- 1977 : Les Oies sauvages (The Wild Geese) de Andrew V. McLaglen : lieutenant Pieter Coetze
- 1977 : À chacun son enfer d'André Cayatte : commissaire Bolar
- 1978 : Blue Fin (en) de Carl Schultz : Bill Pascoe
- 1982 : Feine Gesellschaft - Beschränkte Haftung (en) d'Ottokar Runze : Harms
- 1982 : Meurtres en direct (Wrong is Right) de Richard Brooks : Helmut Unger
- 1984 : The Inside Man (Slagskämpen) de Tom Clegg : Mandell

### Télévision
- 1971 : Das Messer de Rolf von Sydow (série télévisée) : Jim Ellis
- 1988 - 1989 : Les Orages de la guerre (War and Remembrance) (série télévisée) : Generalfeldmarschall Erwin Rommel
- 2011 : Familiengeheimnisse - Liebe, Schuld und Tod (Téléfilm) : Victor Frey

## Voix françaises
- Roger Rudel (1921-2008) dans Hatari ! L'espion et La Tente rouge
- Bernard Noël (1924-1970) dans Le Vol du Phœnix
- Philippe Mareuil (1926-2016) dans Le Secret de Santa Victoria
- Dominique Paturel (1931-2022) dans Barry Lyndon
- Marc Cassot (1923-2016) dans Les Oies sauvages
- Marc De Georgi (1931-2003) dans Meurtres en direct
- Michel Roux (1929-2007) dans L'Évadé du camp 1

### Documentaires
Un documentaire lui est consacré en 2018, réalisé par Annette Heinrich ; un autre, Hardy Krüger - Acteur et globe-trotter de Patrick Zeilhofer, est réalisé pour Arte en 2019. [présentation en ligne]